# Eino Seppälä
Eino Seppälä (Virolahti, 11 de novembro de 1896 — Imatra, 4 de abril de 1968) foi um atleta meio-fundista finlandês, campeão olímpico em Paris 1924, com a equipe da Finlândia, nos 3000 m por equipes. Nestes mesmos Jogos ele disputou os 5000 m ficando em quinto lugar.
Suas melhores marcas na carreira, conseguidas em 1928, foram: 3000 m – 8:46.0 ;5000 m – 15:10.5.